# Jankovice (kraj pardubicki)
Jankovice – wieś i gmina w Czechach, w powiecie Pardubice, w kraju pardubickim.
1 stycznia 2017 gminę zamieszkiwało 319 osób, a ich średni wiek wynosił 43,7 roku.